# Lauso il cristiano
Lauso il cristiano (titolo originale Ihmiskunnan viholliset) è un romanzo dell'autore finlandese Mika Waltari, pubblicato nel 1964. Il romanzo rappresenta la seconda delle due parti della storia di Marco e Lauso, di cui Marco il romano rappresenta la prima parte.
Lauso il cristiano descrive le avventure di Lauso Minuto Maniliano, figlio di Marco, che seguendo il padre (senatore a Roma) diviene amico di Nerone, parte soldato in Britannia ed infine rientra durante il grande incendio di Roma, assistendo alla caduta di Nerone.